# 比較動物学博物館

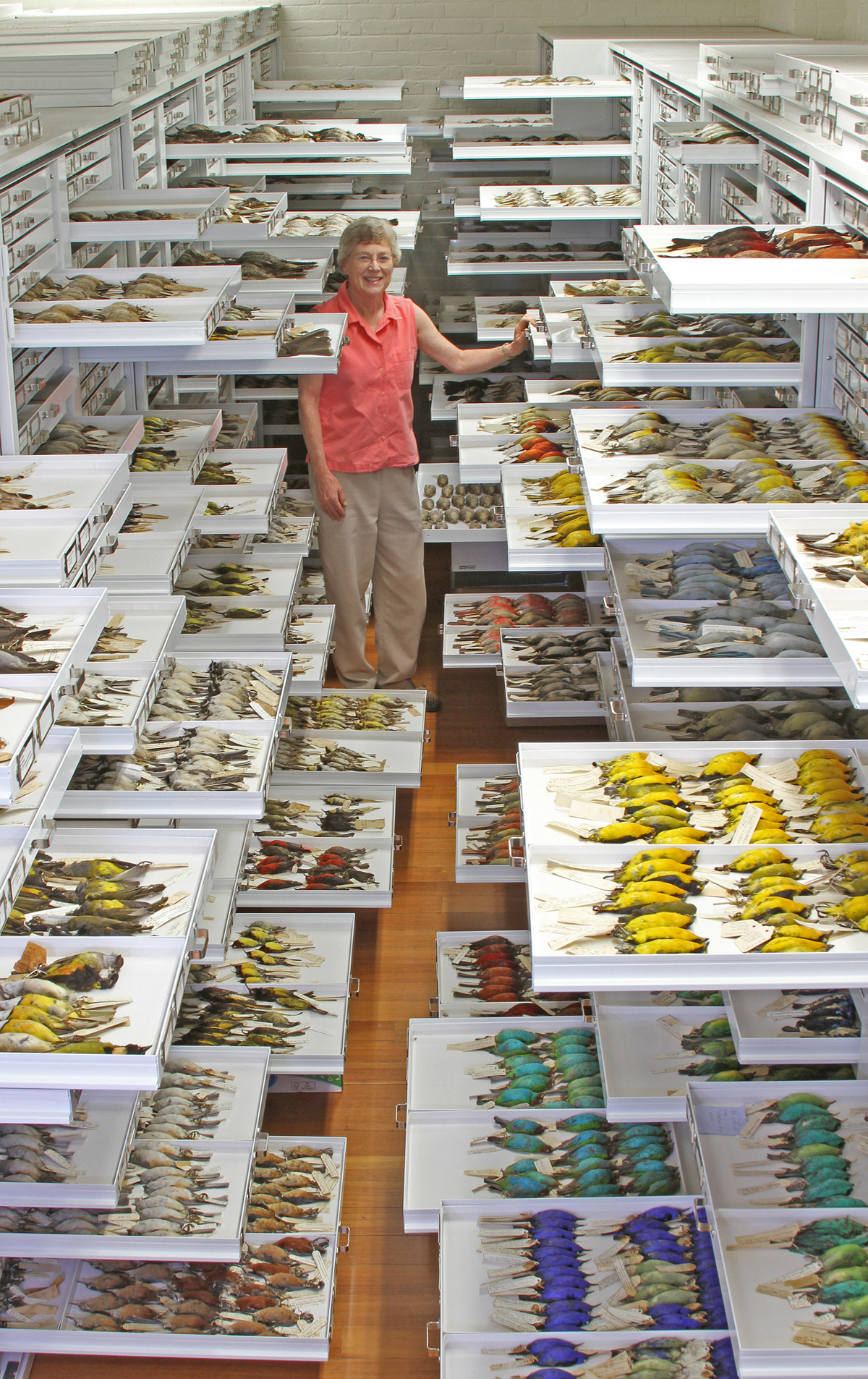
比較動物学博物館が所蔵する鳥類の標本コレクション

比較動物学博物館（正式名称ルイ・アガシー比較動物学博物館、略称MCZ）はマサチューセッツ・ハーバード大学の敷地内にある博物館。
ハーバード大学自然史博物館で展示を行う三館のハーバードの自然史研究博物館のうちの一つである。
この博物館は約2100万点の標本を所蔵し、そのうちの数千点が回転式の展示台に乗せられて公開されている。
現在のこの博物館の館長はハーバード大学のルイ・アガシー記念動物学教授である James Hanken が勤める。
公開されている展示品は、動物学的な関心を引くだけではなく歴史的意義もあるものが多い。
過去に展示された標本はチャールズ・ダーウィンが1834年に発見したスカシカシパンの化石、キャプテン・クックのマモ(mamo)、ジョージ・ワシントンがかつて飼っていた二羽のキンケイが含まれる。このキンケイの標本は現在バージニア州のマウントバーノンに貸し出されている。
この博物館はピーボディ考古学・民族学博物館と連結されていて、来館者は一枚の入場券で両博物館を見学できる。この博物館の研究用のコレクションは一般公開されていない。

## 略歴
この博物館は動物学者ルイ・アガシーの尽力を通じて1859年に設立され、かつては彼の名前を取って「ジ・アガシー」と呼ばれていた
。
アガシーは動物の多様性と比較関連性を説明できるよう標本を収集した。
1894年、ハーバード大学と提携関係にあった女子大学ラドクリフ・カレッジが比較動物学博物館の5階の一部を借り受けて女性用の研究所へと転換し、
ラドクリフ動物学研究所が設立された。
これ以前のラドクリフ・カレッジの科学実習は、古びた建物のトイレなどのスペースを物理学研究所へと転換した不十分な設備の中で教えられており、しばしばハーバード大の教授がそこで授業を行うことを拒むほどであった。
ラドクリフ動物学研究所は比較動物学博物館のオフィスや標本保管室であったスペースを転換して設けられ、両隣には無脊椎動物標本保管室が存在している。

## 研究部
比較動物学博物館は生物海洋学・昆虫学・爬虫両棲類学・魚類学・古無脊椎動物学・無脊椎動物学・哺乳類学・海洋無脊椎動物学・軟体動物学・鳥類学・集団遺伝学・古脊椎動物学の12の研究部からなる。館内には研究支援のためにエルンスト・マイヤー図書館が設けられている。
この図書館は、生物多様性遺産図書館というコンソーシアムの創設時の加盟図書館である。

## 刊行物
この博物館は二種類の機関誌を刊行している。『ブレティン・オブ・ザ・ミュージアム・オブ・コンパラティブ・ズーロジー・アット・ハーバード・カレッジ』（ハーバード大学比較動物学博物館紀要）は1869年に、『ブレウィオラ』は1956年に創刊された。